# Jianrao
Jianrao (kinesiska: 建饶) är en köping i sydöstra  Kina. Den ligger i Raoping härad i staden Chaozhou i provinsen Guangdong, omkring 380 kilometer öster om provinshuvudstaden Guangzhou. Antalet invånare är 11 548. Befolkningen består av 5 656 kvinnor och 5 892 män. Barn under 15 år utgör 28,0 %, vuxna 15-64 år 63 %, och äldre över 65 år 8,0 %.